# Комалькова, Екатерина Юрьевна
Екатерина Юрьевна Комалькова (род. 28 ноября 1959 года, Москва, РСФСР, СССР) — советский и российский композитор, пианист, концертмейстер и музыкальный педагог.

## Биография
Родилась в семье издателя Юрия Кузьмича Комалькова.
Окончила Центральную музыкальную школу (ЦМШ), Московскую консерваторию им. П. И. Чайковского по двум специальностям: фортепиано (класс профессора Е. В. Малинина) и композиция (класс профессора Р. С. Леденева), а также ассистентуру — стажировку (класс профессора Т. Н. Хренникова). Член Союза композиторов СССР, России и Москвы.
Выступала с концертами на БАМе, в Тюменской области, Болгарии и Югославии, во многих городах бывшего СССР, в том числе в Тюмени, Салехарде, Лабытнанги.
Работала на телевизионных каналах: «Первом» в телекомпании «ВиД», ТВЦ, ОТР и Православном канале 
«Радость моя» в качестве композитора.
Преподавала фортепиано в ЦМШ, Педагогическом институте, Николо-Угрешском монастыре.
Председатель жюри конкурсов юных музыкантов в Пензе, Сергиевом посаде, Москве (фестиваль «Подснежник»).
Занимается репетиторской деятельностью с 1994 года.
Преподает в школе с 2010 года.

## Творчество
Основная деятельность Е.Ю. Комальковой связана с созданием музыки в разных жанрах, музыки к фильмам, телепередачам. Также она является автором ряда сочинений классической музыки.
- 1985 — Концерт для альта с оркестром
- 1986 — Фантазия для фортепиано — обязательное сочинение на 8-м Международном конкурсе им. П. И. Чайковского
- 1987 — Соната для фортепиано
- 1988 — Соната для виолончели и фортепиано
- 1991 — Концерт для гобоя с оркестром

Также среди ее произведений есть камерно-инструментальные сочинения, обработки русских народных песен для фортепиано в 4 руки и другие.
Она является автором музыки к 10 детским спектаклям (поставлены в театре «Грань» (Новокуйбышевск), режиссёр Э. А. Дульщикова), к фильмам («После дуэли», «Холодная осень», «Попы», «Маленькая девочка», «Я — Москаленко» и свыше 40 короткометражных фильмов), к мультфильмам («Капитанская дочка», «Крошечка Хаврошечка», «Как я ловил человечков» и другие), к сериям программ («От слона до муравья», «Быстрее, выше, сильнее») и свыше 1000 детских песен для программы «Шишкин лес».
Кроме того Комалькова является соавтором книги «Фольклорные праздники, народные песни, игры, обрядовые сценки, хороводы [Ноты]: Гусли звончатые: Для детей дошкольного и мл. школьного возраста», изданной в 2001 году издательством «Владос».

## Награды
- 1987 — Лауреат Всесоюзного конкурса молодых композиторов (1-я премия).